# Allegretti e Gentilini
Allegretti e Gentilini war ein italienischer Hersteller von Automobilkarosserien, der nur kurzzeitig tätig war. Innerhalb eines Zeitraums von fünf Jahren fertigte das Unternehmen als Zulieferer vor allem die Aufbauten für einige bekannte Maserati-Rennwagen.

## Unternehmensgeschichte
Allegretti e Gentilini mit Sitz in Modena wurde 1958 gegründet. Namensgeber waren die Gründer Mario Allegretti und Anselmo Gentilini. Allegretti hatte vorher für die Carrozzeria Fantuzzi gearbeitet, Gentilini war bei Ferrari und Maserati beschäftigt gewesen. Ihr gemeinsames Unternehmen spezialisierte sich auf die Herstellung von Karosserien für Wettbewerbsfahrzeuge. 1963 wurde das Unternehmen aufgelöst. Mario Allegretti übernahm eine Minderheitsbeteiligung an der Modeneser Carrozzeria Sports Cars von Piero Drogo, während Anselmo Gentilini zum Karosseriehersteller Neri e Bonacini ging, der seinerseits eng mit Sports Cars verbunden war.

## Fahrzeuge von Allegretti e Gentilini
Die erste Arbeit von Allegretti e Gentilini war die Karosserie des Formel-1-Rennwagens Tec-Mec 415, den Valerio Colotti konstruiert hatte. Mit ihm trat Camoradi_Racing 1959 ein Mal in der Formel 1 an. In den folgenden Jahren war Allegretti e Gentilini vor allem mit den Karosserien für den Rennsportwagen Maserati „Birdcage“ beschäftigt. Das Unternehmen stellte die von Giulio Alfieri entworfenen Aufbauten für die Modelle Tipo 60, 61, 63 und 64 sowie für den Le-Mans-Prototyp Tipo 151 in Handarbeit her. 1963 erhielt der dritte Tipo 151 eine neue, von Piero Drogo entworfene Karosserie mit Kamm-Heck. Es besteht Unklarheit darüber, ob auch dieser Aufbau noch bei Allegretti e Gentilini entstand. Einige Quellen ordnen ihn bereits der Carrozzeria Sports Cars zu. Möglicherweise gingen die Arbeiten von Allegretti e Gentilini und Sports Cars ineinander über, weil Mario Allegretti zu dieser Zeit Teilhaber der Carrozzeria Sports Cars wurde.

## Galerie

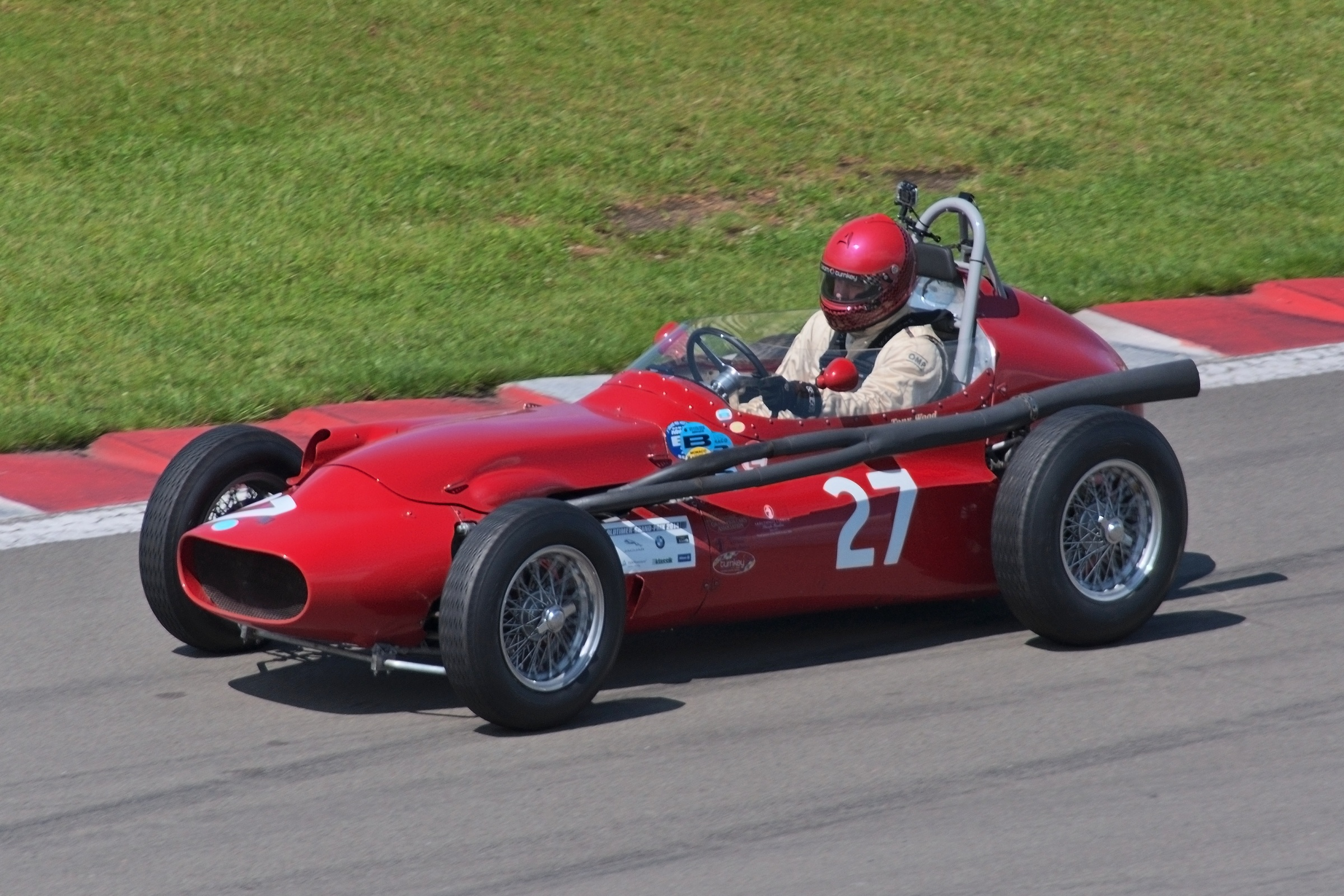
Tec-Mec 415 (1958)
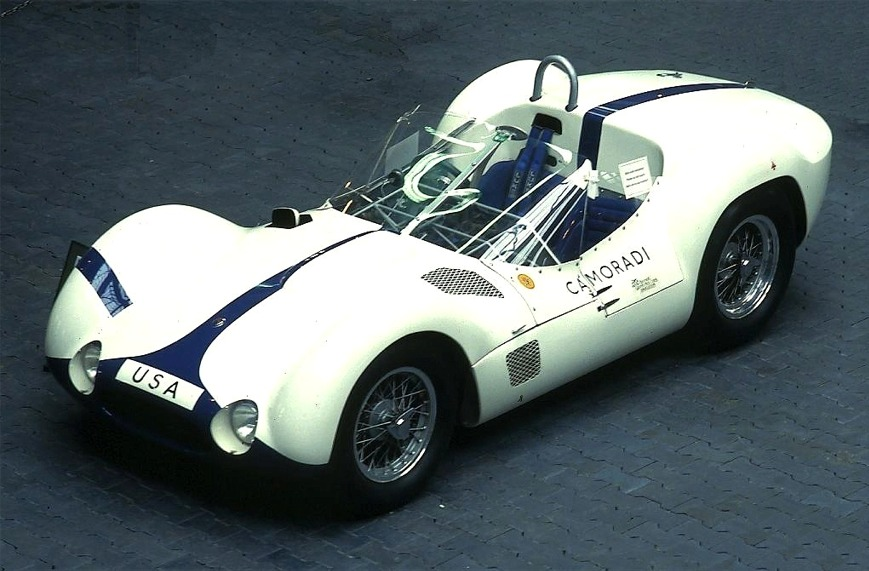
Maserati Tipo 61 „Birdcage“
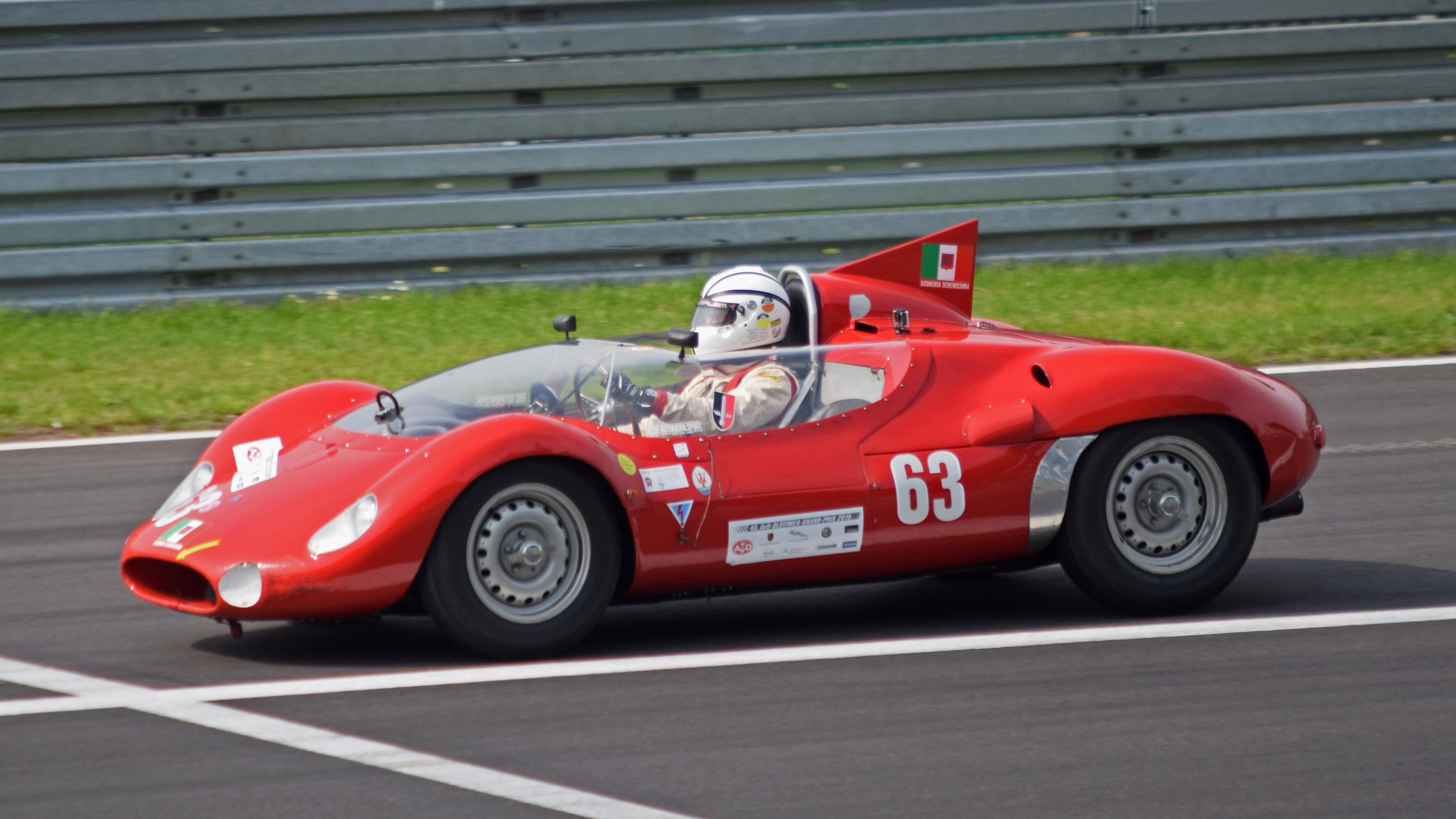
Maserati Tipo 63
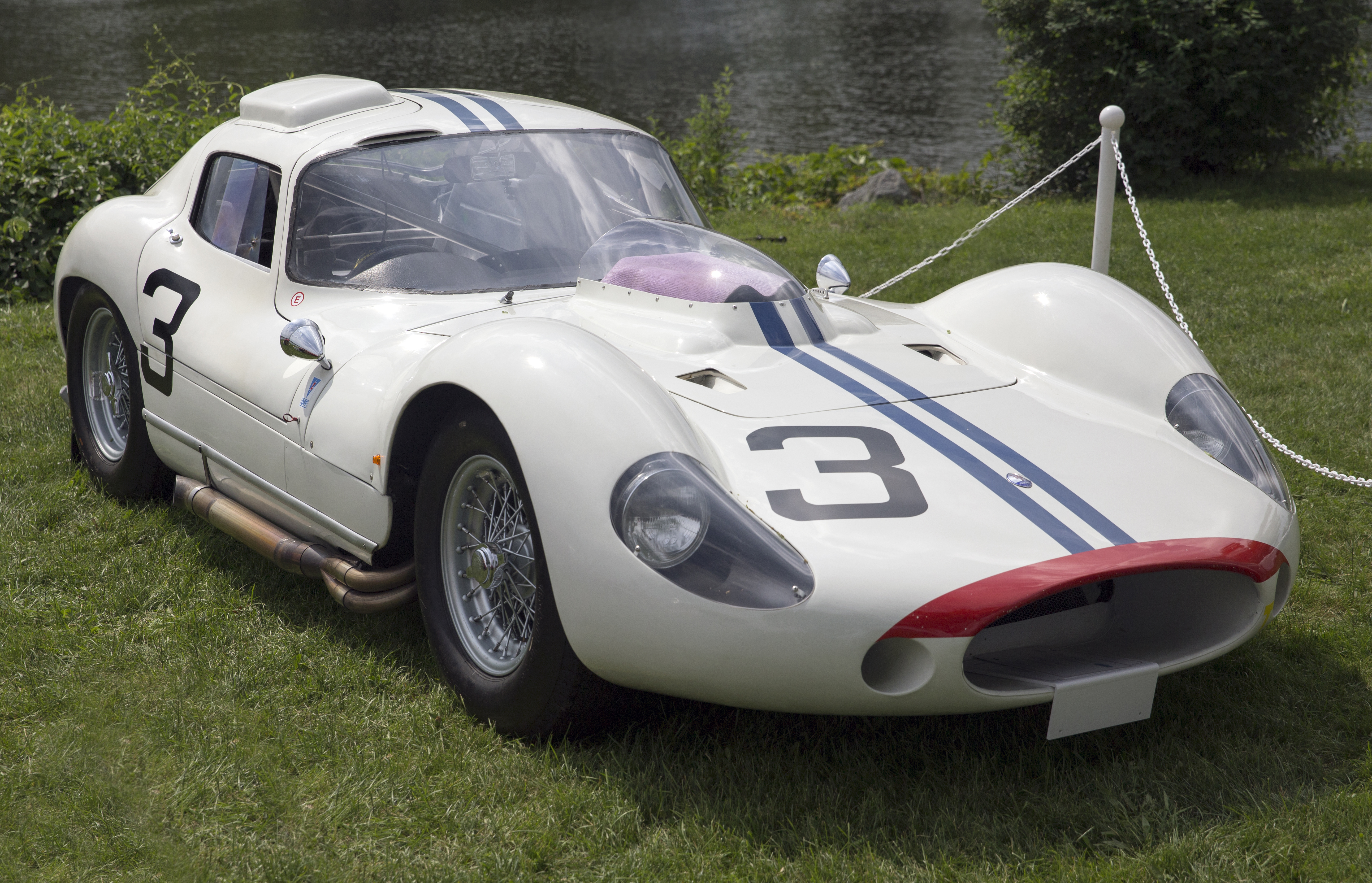
Maserati Tipo 151